# Pristolepis marginata
Pristolepis marginata is een straalvinnige vissensoort uit de familie van de Pristolepididae. De wetenschappelijke naam van de soort is voor het eerst geldig gepubliceerd in 1849 door Jerdon.